# Abraham Prins
Abraham Prins (Amsterdam, 15 januari 1912 - Rehovot, 24 mei 1982) was een Nederlands rabbijn en opperrabbijn van Overijssel en Groningen.

## Biografie
Abraham Prins werd in 1912 in Amsterdam geboren en genoot zijn onderwijs aan het Nederlands Israëlietisch Seminarium. Nadat hij daar was afgestudeerd studeerde hij verder voor sjocheet, ritueel slachter, en werd hoofd-sjocheet van Amsterdam. Gedurende de Tweede Wereldoorlog was Prins betrokken bij het verzetsblad Hasjalsjèeleth, een jeugdkrant voor de Joodse jongeren in Nederland, die zich later ontwikkelde tot de behoudende religieuze jeugdbeweging Hasjalsjelet. Hij studeerde klassieke letteren aan de Gemeentelijke Universiteit en werd in 1946 geordineerd tot rabbijn.
Als rabbijn was Prins verbonden aan de Amsterdamse Lekstraatsynagoge en betrokken bij het Joodse onderwijs in de hoofdstad. In 1949 volgde zijn benoeming tot opperrabbijn van het synagogale ressort Groningen, waarna een jaar later dat van Overijssel volgde. Hij bleef echter in Amsterdam wonen in verband met zijn werkzaamheden in het onderwijs.      
In augustus 1952 emigreerde Prins met zijn vrouw en vijf kinderen naar Israël. Na zijn vertrek uit Zwolle werd door de kerkenraad van het synagogale ressort Overijssel besloten de hoofdplaats te verplaatsen naar Enschede. Aron Schuster werd daar in 1954 benoemd tot de nieuwe opperrabbijn. In Groningen werd geen opperrabbijn meer aangesteld.
Abraham Prins werd in Israël directeur van de Mizrachitische school voor orthodox-zionistisch onderwijs in Rehovot. Hij overleed daar op 70-jarige leeftijd en werd begraven op de Joodse begraafplaats.